# Rie Rasmussen
Rie Rasmussen (Copenaghen, 14 febbraio 1978) è una modella, attrice, regista, scrittrice e fotografa danese.

## Biografia

### Carriera nella moda
Nata in Danimarca da madre artista e padre economista, ha 9 fratelli e sorelle, ha vissuto in California dove ha frequentato un corso di regia. Fu scoperta, all'età di 15 anni, mentre passava una vacanza a New York. Alta 1 metro e 79 centimetri, con capelli castani e occhi blu, nel 1999 inizia a lavorare come modella a Milano e sfila, tra gli altri, per Krizia e Maska. Dal 2001 si trasferisce a New York e da lì inizia la sua ascesa come top model internazionale. Dal 2001 al 2005 sfila tra New York, Londra, Milano e Parigi per le più importanti case di moda al mondo.
Nel corso della sua carriera da supermodella è stata il volto di numerose campagne pubblicitarie internazionali, tra le quali: Gucci, Dolce & Gabbana, Moschino, Fendi, Chanel, Donna Karan, Giorgio Armani, Blumarine, Guerlain, Kookai, Swarovski, Bergdorf Goodman, Eres, Plein Sud. È stata anche il volto delle fragranze "Organza" di Givenchy e "Absolu" di Rochas.
Il volto di Rasmussen è apparso anche numerose volte sulle copertine di importanti riviste del settore come: Vogue, Numéro, Harper's Bazaar, Dazed, French, Citizen K e altre. Essendo appassionata di fotografia, ha avuto l'onore di realizzare in prima persona editoriali fotografici per riviste come Vogue Italia e Vogue Francia. Dopo essere diventata una supermodella di fama mondiale e guadagnato diversi milioni di dollari, Rasmussen ha preferito scegliere altre strade che dessero libero sfogo alla sua creatività, come la recitazione, la regia e la fotografia.

### Carriera cinematografica
Rasmussen ha avuto la sua prima parte nel film di Brian De Palma Femme fatale, in cui ha recitato accanto alla sua amica e collega Rebecca Romijn. Anche Luc Besson l'ha voluta nella parte di Angela per il suo film in bianco e nero Angel-A, interamente girato a Parigi.
All'età di 26 anni scrive, dirige e interpreta il suo primo cortometraggio, Thinning the Herd. Il suo secondo corto, intitolato Il vestito, girato in bianco e nero a Palermo, è un omaggio al neorealismo italiano. Luc Besson ha affermato che Rie Rasmussen è stata la ragione che lo ha spinto a tornare a dirigere film dopo sette anni di pausa.
Nel 2009 è uscito il suo ultimo film, Human Zoo, che la vede sia in veste di attrice che di regista. La pellicola, girata in Francia, racconta la storia di Adria, una giovane donna metà serba e a metà albanese; Adria è divisa in due metà che si completano, e il film si svolge in parte nel passato, all'epoca più dura dei combattimenti nel Kosovo, e in parte ai giorni nostri a Marsiglia, dove Adria vive da immigrata clandestina.

## Filmografia

### Attrice
- Femme fatale, regia di Brian De Palma (2002)
- Thinning the Herd, regia di Rie Rasmussen - cortometraggio (2004)
- Il vestito, regia di Rie Rasmussen - cortometraggio (2004)
- Angel-A, regia di Luc Besson (2005)
- Human Zoo, regia di Rie Rasmussen (2009)

### Sceneggiatrice
- Thinning the Herd, regia di Rie Rasmussen - cortometraggio (2004)
- Il vestito, regia di Rie Rasmussen - cortometraggio (2004)
- Human Zoo, regia di Rie Rasmussen (2009)

### Regista
- Thinning the Herd - cortometraggio (2004)
- Il vestito - cortometraggio (2004)
- Human Zoo (2009)

### Produttrice
- Nobody Needs to Know, regia di Azazel Jacobs (2003)

## Agenzie
- One Management - New York
- Traffic Models - Barcellona
- Marilyn Agency - Parigi
- Why Not Model Agency
- Bravo Models
- Artform - Tel Aviv